# System (powieść)
System (ang. Disclosure) – powieść sensacyjna Michaela Crichtona z 1993 roku. Powieść wydawana była w Polsce również pod tytułem W sieci.
Powieść jest znana z głośnej ekranizacji jaką był film W sieci z 1994 roku, w którym główne role grali Demi Moore i Michael Douglas.

## Treść
Tom Sanders jest pracownikiem dużej firmy komputerowej w Seattle, a zarazem przykładnym mężem i ojcem. W związku z planowaną reorganizacją w firmie, Tom liczy na awans. Jednak wymarzone stanowisko zdobywa piękna Meredith Johnson, z którą w przeszłości łączył go romans. Już pierwszego wieczora w biurze, Meredith usiłuje odnowić dawną znajomość i uwieść Toma. Ten jednak zdecydowanie odmawia. Wściekła kobieta, następnego dnia oskarża go o próbę gwałtu. Tom usiłuje przedstawić swoją wersję wydarzeń, ale nie znajduje wiary ani u kierownictwa firmy, ani u kolegów, ani u rodziny. Tom szybko orientuje się, że oskarżenie to tylko część intrygi za którą stoi ktoś jeszcze... Postanawia podjąć walkę o swoje dobre imię.
W powieści tej autor porusza problem  molestowania oraz związane z nim stereotypy. Problem został tu odwrócony, osobą molestowaną jest mężczyzna, co pozwala ocenić drugą stronę tego zagadnienia. Główny bohater oskarżony przez kobietę zostaje osamotniony. Stereotypy dotyczące płci sprawiają, że uznany zostaje z góry za winnego. Meredith Johnson potrafi te stereotypy zręcznie wykorzystywać nie tylko do molestowania seksualnego zarówno Toma, jak i swoich poprzednich podwładnych, ale również jako broń w korporacyjnej rozgrywce.